# Тюриков, Виктор Иванович
Ви́ктор Ива́нович Тю́риков (26 сентября 1954, рудник Этыка, Балейский район, Читинская область, СССР — 7 августа 2003, Северный Кавказ, Россия, похоронен в городе Пугачёв, Саратовская область) — подполковник ВС РФ, участник Первой и Второй чеченской войны, Герой Российской Федерации (2004, посмертно). Заместитель командира 112-го отдельного вертолётного полка по воспитательной работе в Забайкальском военном округе. Лётчик I-го класса.

## Биография
Родился 26 сентября 1954 года на руднике Этыка в Балейском районе Читинской области. Русский. Жил в посёлке Новокручининский, где окончил среднюю школу.
В 1972 году был призван в Вооруженные силы СССР. В 1976 году окончил Сызранское высшее военное авиационное училище летчиков. Служил в авиационных вертолётных частях Приволжского военного округа (626-й увп, г. Пугачёв) сначала инструктором, после — командиром учебного звена. В 1987 году стал заместителем командира вертолётной эскадрильи в Монголии, в 1993 году — заместителем командира по воспитательной работе вертолётного авиационного полка в Забайкальском военном округе (г. Нерчинск).
Принимал участие в обеих чеченских кампаниях в составе Объединённой группировки войск.
7 августа 2003 года в составе группы (2 Ми-8МТ, 2 Ми-24) на многоцелевом вертолёте Ми-8МТ производил десантирование войск в районе действия бандформирований. Бандиты выпустили несколько очередей из крупнокалиберного пулемёта по вертолёту Тюрикова, машина получила повреждения и загорелась. Командир принял решение посадить вертолёт в ущелье на берегу горной реки, погасил скорость, завис над выбранной площадкой, и удерживал машину от падения во время эвакуации десанта и экипажа. От попадания из гранатомёта (по некоторым данным, американского «Стингера») вертолёт взорвался. Погиб только подполковник авиации Тюриков — все остальные успели покинуть вертолёт.
Указом Президента Российской Федерации № 1232 от 25 сентября 2004 года за проявленный героизм при выполнении воинского долга в Северо-Кавказском регионе подполковнику авиации Виктору Ивановичу Тюрикову присвоено звание Героя Российской Федерации (посмертно).
Похоронен в городе Пугачёв Саратовской области.

## Награды и память
Награждён орденами Мужества, «За военные заслуги», медалями.
В январе 2013 года на заседании депутатов комитета по государственной политике и местному самоуправлению Заксобрания Забайкальского края было принято решение присвоить Новокручининской средней школе имя Героя России Виктора Тюрикова.
В августе 2013 года, в 10-летнюю годовщину гибели Героя, в поселке Новокручининский прошли соревнования среди допризывной молодежи по военно-прикладным видам спорта.
В августе 2014 года на площадке СОШ № 3 в посёлке Новокручининский прошёл турнир по боксу, посвященный памяти полковника Виктора Тюрикова и приуроченный к Дню государственного флага РФ.
15 мая 2015 года торжественно открыта памятная доска внутри школы №1 п. Новокручининск, на открытии присутствовали одноклассники, сослуживцы и родные полковника Виктора Тюрикова.

## Семья
Жена, две дочери: Ирина и Наталья. Две сестры: Тамара Ивановна и Вера Ивановна.